# John Beers
John Beers (* 17. August 1952 in den Niederlanden) ist ein ehemaliger kanadischer Hochspringer.
1972 wurde er Sechster bei den Olympischen Spielen in München und 1974 Vierter bei den British Commonwealth Games in Christchurch.
Bei den Panamerikanischen Spielen 1975 in Mexiko-Stadt gewann er Silber. 
Von 1972 bis 1974 wurde er dreimal in Folge Kanadischer Meister. Seine persönliche Bestleistung von 2,24 m stellte er am 9. September 1973 in Burnaby auf.